# نقولاس الكوزاني
نقولاس الكوزاني (بالألمانية: Nicolaus Krebs, Nikolaus von Kues) (1401 - 1464 م) كان أسقفًا كاثوليكيًا ألمانيًا وموسوعيًا نشطًا كفيلسوف ولاهوتي وقانوني ورياضي وعالم فلك. كان أحد أوائل المؤيدين الألمان للإنسانية في عصر النهضة، وقد قدم مساهمات روحية وسياسية للثقافة الأوروبية. ومن الأمثلة البارزة على ذلك كتاباته الصوفية أو الروحية عن الجهل المتعلم، بالإضافة إلى مشاركته في صراعات القوة بين روما والكوريا الألمانية للإمبراطورية الرومانية المقدسة.
بصفته مبعوثًا بابويًا إلى ألمانيا منذ عام 1446، عين كاردينالًا لمزاياه من قبل البابا نيكولاس الخامس في عام 1448 وأميرًا أسقفًا لبريكسن بعد عامين. في عام 1459، أصبح نائبًا عامًا في الولايات البابوية.
بقي نيكولاس شخصية مؤثرة. في عام 2001، تم الاحتفال بالذكرى المئوية السادسة لميلاده في أربع قارات وأحيت ذكراه من خلال المنشورات عن حياته وعمله.

## الحياة
ولد نيكولاس في كويس (باللاتينية كوسا) في جنوب غرب ألمانيا. كان الثاني من أربعة أطفال ليوهان كريبس (أو كريفتز) وكاترينا رومر. كان والده مالك قارب ومركب مزدهر. التحق نيكولاس بكلية الآداب بجامعة هايدلبرغ في عام 1416 كرجل دين لأبرشية ترير، ودرس الفنون الحرة. ويبدو أنه غادر هايدلبرغ بعد ذلك بوقت قصير، حيث حصل على الدكتوراه في القانون الكنسي من جامعة بادوفا في عام 1423. في بادوفا، التقى بالكرادلة اللاحقين جوليان سيزاريني ودومينيكو كابرانيكا وأصبح صديقًا لعالم الرياضيات باولو دال بوزو توسكانيلي. وبعد ذلك التحق بجامعة كولونيا في عام 1425 كدكتور في القانون الكنسي، ويبدو أنه قام بالتدريس هناك وممارسة القانون الكنسي. وفي كولونيا، أصبح صديقًا لعالم اللاهوت المدرسي هيمريك دي كامبو.
بعد فترة وجيزة قضاها في كولونيا، عاد نيكولاس إلى مسقط رأسه وأصبح سكرتيرًا لأوتو زيجينهاين، رئيس أساقفة ترير الأمير. عينه أوتو كاهنًا وعميدًا في مدرسة القديس فلورينوس في كوبلنز التابعة للعديد من الأساقفة. في عام 1427، أرسل إلى روما كمندوب أسقفي. وفي العام التالي سافر إلى باريس لدراسة كتابات رامون لول. وفي الوقت نفسه، رفض دعوة من جامعة لوفين التي كان قد تم إنشاؤها حديثًا. اكتسب معرفة كبيرة في البحث في المخطوطات القديمة والعصور الوسطى وكذلك في نقد النصوص وفحص المصادر الأولية. في عام 1433، قال أن تبرع قسطنطين مزيف، وأكده لورينزو فالا بعد بضع سنوات، وكشف عن تزوير المراسيم الإيزيدورية الزائفة. أصبح صديقًا لعالم الفلك النمساوي جورج فون بويرباخ ودعا إلى إصلاح التقويم اليولياني وحساب عيد الفصح، والذي لم يتحقق حتى تقديم التقويم الغريغوري في عام 1582.
بعد وفاة رئيس أساقفة ترير أوتو في عام 1430، عين البابا مارتن الخامس أسقف شباير رابان من هلمشتات خليفته. ومع ذلك، تنافست الأحزاب المعارضة على الانتخابات، وفي عام 1432 حضر نيكولاس مجمع بازل ممثلًا لعميد كولونيا أولريش فون ماندرشايد، أحد المطالبين، الذي كان يأمل في الانتصار على البابا الجديد يوجين الرابع. أكد نيكولاس على التأثير الحاسم لمجلس الكاتدرائية والحق الممنوح له في المشاركة في سياسة الخلافة، والتي تضع البابا تحت التزام بالسعي للحصول على موافقة. كانت جهوده بلا جدوى فيما يتعلق بطموحات أولريش؛ ومع ذلك، أكسبته توسلات نيكولاس سمعة كبيرة كوسيط ودبلوماسي. أثناء وجوده في المجمع، كتب أول عمل له، De concordantia catholica (التوافق الكاثوليكي)، وهو عبارة عن توليفة من الأفكار حول الكنيسة والإمبراطورية التي توازن التسلسل الهرمي بالموافقة. ظل هذا العمل مفيدًا لمنتقدي البابوية لفترة طويلة بعد مغادرة نيكولاس بازل.
في البداية كمؤيد للمجمع، اقترب نيكولاس من صديقه الجامعي الكاردينال جوليان سيزاريني، الذي حاول التوفيق بين البابا والمجمع، والجمع بين الإصلاح والنظام الهرمي. أيد نيكولاس نقل المجمع إلى إيطاليا للقاء اليونانيين، الذين كانوا بحاجة إلى المساعدة ضد الأتراك العثمانيين. قام بالتحكيم في الصراع مع الهوسيين. بين صيف عام 1437 وأوائل عام 1438 كان عضوًا في الوفد المرسل إلى القسطنطينية بموافقة البابا لإعادة الإمبراطور البيزنطي وممثليه إلى مجمع فلورنسا الذي دعا إليه البابا عام 1439، والذي كان يحاول الجمع بين الكنيسة الأرثوذكسية الشرقية والكنيسة الكاثوليكية الغربية. تبين أن لم الشمل الذي تحقق في هذا المؤتمر كان قصيرًا جدًا. سيزعم نيكولاس لاحقًا (في رسالة الإهداء المرفقة بنهاية كتاب عن الجهل المتعلم، والتي أنهى نيكولاس كتابتها في 12 فبراير 1440) أنه اختار الكتابة عن هذا الموضوع الميتافيزيقي بسبب تجربة على متن السفينة للتنوير الإلهي أثناء عودته من هذه المهمة إلى القسطنطينية.
بعد مسيرة مهنية ناجحة كمبعوث بابوي، عينه البابا نيكولاس الخامس كاردينالًا في عام 1448 أو 1449. وفي عام 1450، عيِّن أسقفًا لبريكسن في تيرول، وكلف بمهمة مبعوث بابوي إلى الأراضي الألمانية لنشر رسالة الإصلاح. وفي عام 1444، اشتعلت النيران في برج بريكسن الأبيض وفي عام 1459 كلف بإعادة بنائه على الطراز القوطي. وقد تضمن هذا الدور الأخير، بعثته العظيمة في الفترة من 1450 إلى 1452، السفر لمسافة 3000 ميل تقريبًا، والتبشير والتدريس والإصلاح. وأصبح يعرف باسم هرقل القضية اليوجينية. وقد سنت مجالسه المحلية إصلاحات، لم ينجح الكثير منها. ألغى البابا نيكولاس بعض مراسيم نيكولاس، وكانت الجهود الرامية إلى تثبيط الحج لتكريم جثث ويلسناك النازفة (ما يسمى بالدم المقدس لويلسناك) غير ناجحة. وقد عارض دوق النمسا سيجيسموند عمله كأسقف بين عامي 1452 و1458 - محاولًا فرض الإصلاحات واستعادة الإيرادات الأبرشية المفقودة. سجن الدوق نيكولاس في عام 1460، ما دفع البابا بيوس الثاني إلى حرمان سيجيسموند وفرض حظرًا على أراضيه. عاد نيكولاس إلى روما، لكنه لم يتمكن أبدًا من العودة إلى أسقفيته.
توفي في تودي في أومبريا في 11 أغسطس 1464. جاء استسلام سيجيسموند بعد أيام قليلة من وفاة نيكولاس
بعد وفاته، دفن جسد نيكولاس في كنيسة سان بيترو في فينكولي في روما، ربما بالقرب من بقايا سلاسل بطرس؛ ولكن هذا النصب ضاع فيما بعد. وما زال نصبه التذكاري، الذي يحمل صورة منحوتة للكاردينال، قائمًا. كما يوجد في الكنيسة شاهدان آخران للقبر، أحدهما من العصور الوسطى والآخر حديث. ووفقًا لرغباته، يستقر قلبه داخل مذبح الكنيسة في Cusanusstift في كويس. وقد ترك لهذه المؤسسة الخيرية التي أسسها ميراثه بالكامل؛ وما يزال قائمًا، ويخدم الغرض الذي قصده نيكولاس لها، كدار للمسنين. كما يضم Cusanusstift العديد من مخطوطاته.

## روابط خارجية
- نقولاس الكوزاني على موقع الموسوعة البريطانية (الإنجليزية)
- نقولاس الكوزاني على موقع الموسوعة البريطانية (الإنجليزية)